# Бастіда-де-Доссі
Бастіда-де-Доссі (італ. Bastida de' Dossi, п'єм. Bastida de' Dossi) — колишній муніципалітет в Італії, у регіоні Ломбардія, провінція Павія. З 4 лютого 2014 року Бастіда-де-Доссі є частиною новоствореного муніципалітету Корнале-е-Бастіда.
Муніципалітет розташований на відстані близько 450 км на північний захід від Рима, 60 км на південь від Мілана, 27 км на південний захід від Павії.
Населення — 171 особа (2012).

## Демографія
Населення за роками:

Станом на 31 грудня 2010 року в муніципалітеті офіційно проживали 2 іноземці з 2 країн, серед них 1 громадянин країн Євросоюзу.

## Сусідні муніципалітети
- Казеї-Джерола
- Корана
- Корнале
- Меццана-Більї
- Саннаццаро-де'-Бургонді
- Сільвано-П'єтра